# Захаров, Александр Андреевич
Алекса́ндр Андре́евич Заха́ров (род. 12 июня 1993, Санкт-Петербург, Россия) — российский профессиональный баскетболист, играющий на позиции лёгкого форварда.

## Карьера
Заниматься баскетболом начал в родном городе Санкт-Петербурге. В 7 лет начал тренироваться в СДЮСШОР № 1 Центрального района, а в 14 лет перебрался в подмосковную Лобню, где после одного сезона, проведённого за городскую команду, перешёл в систему баскетбольного клуба «Химки». В 2013 году дебютировал в основном составе подмосковной команды.
В сезоне 2013/2014, выступая в составе «Химки-2», Захаров стал чемпионом Единой молодёжной лиги ВТБ, а также был признан «Самым ценным игроком» регулярного сезона. В составе команды провёл 28 матчей, в которых в среднем набирал по 15,9 очка, делал 5,7 подбора, 2,3 передачи, 1,7 перехвата и зарабатывал 16,1 балла за эффективность. В ходе сезона Александр стал «Самым ценным игроком» по итогам декабря.
В августе 2016 года стал игроком «Иркута». В составе команды стал серебряным призёром Суперлиги-1 дивизион, а также вошёл в символическую пятёрку турнира. Проводя на площадке почти по 29 минут в каждом матче, он отметился средними показателями в 14,2 очка, 6,1 подбора и 1,3 передачи.
В июне 2017 года Захаров подписал 3-летний контракт с «Нижним Новгородом», но в феврале 2018 года нижегородский клуб и Александр пришли к обоюдному решению о досрочном расторжении контракта. В Единой лиге ВТБ он принял участие в 11 матчах, набирая в среднем 3,5 очка и 1,5 подбора. В Кубке Европы ФИБА вышел также в 11 играх, показав статистику в 7,5 очка и 3,5 подбора.
Свою карьеру Захаров продолжил в «Нявежисе», где набирал по 13,5 очка, 4,7 подбора и 1,5 передачи за игру. После «Нявежиса» Захаров выступал за литовский «Ювентус».
В июле 2019 года Захаров перешёл в «Спартак-Приморье».
В июле 2020 года Захаров подписал контракт с «Темп-СУМЗ-УГМК». В составе ревдинской команды Александр стал победителем Кубка России и бронзовым призёром Суперлиги-1.
В 2021 году Захаров перешёл в екатеринбургский «Уралмаш». В сезоне 2022/2023 Захаров во второй раз стал чемпионом Суперлиги и был признан самым ценным игроком турнира. В мае 2023 года Захаров подписал новый контракт с «Уралмашем».
Сезон 2024/25 провёл в пермской «Парме».

## Сборная России
Регулярно выступает за сборную России различных возрастов. В 2011 году принял участие в чемпионате Европы среди юношей до 18 лет, а в 2013 году в чемпионате Европы среди юношей до 20 лет.
В марте 2015 года Захаров вошёл в расширенный состав резервной сборной России.
В сентябре 2016 года, в составе мужской сборной России по баскетболу 3×3, Захаров принял участие в чемпионате Европы по баскетболу 3×3, проходившим в Бухаресте. По итогам турнира сборная России заняла 4 место.
В апреле 2017 года Захаров был включён в расширенный список кандидатов в сборную России, для подготовки к Евробаскету-2017.

## Баскетбол 3×3
На чемпионате Европы по баскетболу 3×3, проходившем с 7 по 9 июля 2017 года в Амстердаме, Захаров стал победителем контеста по дальним броскам. В первый игровой день он отлично провёл предварительный раунд, попав 9 из 10 с дуги, однако воскресный финал начался для него менее удачно. С первой точки он отправил в цель лишь один мяч и исправился только на второй, забросив 5 из 5. Судьбу трофея решили три последние попытки. Захаров реализовал два первых броска и набрал в итоге 11 очков. С этим результатом он смог обойти француза Анжело Цагаракиса (10 очков из 18 бросков), ставшего победителем аналогичного конкурса на чемпионате мира в 2016 году.
15 июля 2017 года, в составе команды ЦОП-1 из Санкт-Петербурга, Захаров одержал победу в Кубке России. В решающем матче ЦОП-1 добился победы (13:12) над командой NOD из Воронежа, став обладателем Кубка.
Спустя две недели, ЦОП-1 победил в чемпионате России. В финале команда Захарова одержала победу над Lapp Russia — 17:16.
В июне 2020 года Захаров получил приглашение в просмотровый лагерь сборной России по баскетболу 3x3.

## Стритбол
30 июля 2016 года в Казани Захаров стал победителем российского этапа Red Bull King of the Rock 1х1. В финальном матче Александр победил казанца Кирилла Салмина со счётом 10:3. Эта победа позволила Захарову получить путёвку на мировой финал в Белграде.
На прошедшем 17 сентября 2016 года мировом финале Red Bull King of the Rock Захаров занял 3 место. В 1/8 финала Александр победил эстонца Экенберга со счётом 13:8. В рамках 1/4 финала был обыгран серб Никола Вуйович (9:3). В 1/2 финала Захаров встречался с литовцем Каролисом Шарукасом. Несмотря на то что Александр провалил первые 3 минуты поединка, смазав 6 из 7 бросков и уступал «-5», тем не менее он сравнял счёт за 4,5 секунды до конца броском из-за дуги, однако литовец одновременно с финальной сиреной забил в падении с отклонением (10:12). В матче за 3 место Александр встречался с грузином Вахтангом Кадария. Завершив попаданиями все 4 атаки в дебюте поединка, три из них из-за дуги, Захаров досрочно выиграл благодаря правилу «явного преимущества» (11:0).

## Личная жизнь
15 августа 2017 года у Александра Захарова и его жены Алины родилась дочка.

## Достижения

### Баскетбол
- Бронзовый призёр Кубка России: 2023/2024
- Чемпион Суперлиги: 2021/2022, 2022/2023
- Серебряный призёр Суперлиги: 2016/2017
- Бронзовый призёр Суперлиги: 2020/2021
- Обладатель Кубка России: 2020/2021
- Серебряный призёр Кубка России: 2017/2018
- Чемпион Единой молодёжной лиги ВТБ: 2013/2014
- Бронзовый призёр Единой молодёжной лиги ВТБ: 2014/2015

### Баскетбол 3×3
- Чемпион России: 2017
- Обладатель Кубка России: 2017
- Чемпион Всероссийской спартакиады: 2022

## Статистика
| Сезон                                                                                   | Команда         | Лига                             | GP | GS | MPG  | FG%  | 3P%  | FT%   | RPG | APG | SPG | BPG | PPG  |  |
| 2012/13                                                                                 | Химки           | Единая лига ВТБ                  | 2  | 0  | 5,6  | 75,0 | 50,0 | 100,0 | 0,5 | 0,0 | 0,5 | 0,0 | 4,0  |  |
| 2013/14                                                                                 | Все клубы       | Все лиги                         | 8  | 0  | 6,8  | 39,1 | 33,3 | 100,0 | 1,1 | 0,5 | 0,4 | 0,0 | 3,3  |  |
| 2013/14                                                                                 | Химки           | Еврокубок                        | 4  | 0  | 6,7  | 38,5 | 22,2 | 0,0   | 1,0 | 0,5 | 0,3 | 0,0 | 3,0  |  |
| 2013/14                                                                                 | Химки           | Единая лига ВТБ                  | 4  | 0  | 6,9  | 40,0 | 50,0 | 100,0 | 1,3 | 0,5 | 0,5 | 0,0 | 3,5  |  |
| 2014/15                                                                                 | Химки           | Единая лига ВТБ                  | 2  | 0  | 2,0  | 0,0  | 0,0  | 0,0   | 0,0 | 0,0 | 0,0 | 0,0 | 0,0  |  |
| 2017/18                                                                                 | Все клубы       | Все лиги                         | 39 | 17 | 19,2 | 47,8 | 34,1 | 80,0  | 3,3 | 1,0 | 0,4 | 0,1 | 9,2  |  |
| 2017/18                                                                                 | Нижний Новгород | Единая лига ВТБ                  | 11 | 2  | 11,7 | 37,5 | 14,8 | 83,3  | 1,5 | 0,6 | 0,2 | 0,1 | 3,5  |  |
| 2017/18                                                                                 | Нижний Новгород | Кубка Европы ФИБА                | 11 | 1  | 14,1 | 48,4 | 40,0 | 75,0  | 3,5 | 0,9 | 0,2 | 0,1 | 7,5  |  |
| 2017/18                                                                                 | Нижний Новгород | Квалификация Лиги чемпионов ФИБА | 2  | 0  | 21,5 | 63,6 | 50,0 | 0,0   | 2,0 | 0,5 | 1,0 | 0,0 | 17,5 |  |
| 2017/18                                                                                 | Нявежис         | Чемпионат Литвы                  | 15 | 14 | 28,0 | 48,0 | 35,2 | 80,6  | 4,7 | 1,5 | 0,7 | 0,1 | 13,5 |  |
| 2018/19                                                                                 | Ювентус (Утена) | Чемпионат Литвы                  | 38 | 12 | 18,3 | 41,4 | 34,6 | 79,2  | 2,9 | 0,6 | 0,5 | 0,2 | 6,5  |  |
|                                                                                         |                 | Всего                            | 89 | 29 | 17,0 | 44,8 | 34,3 | 80,8  | 2,8 | 0,7 | 0,4 | 0,1 | 7,2  |  |
| Наведите курсор мыши на аббревиатуры в заголовке таблицы, чтобы прочесть их расшифровку |                 |                                  |    |    |      |      |      |       |     |     |     |     |      |  |

- В составе Уралмаша
- Против Артёма Комиссарова
- С Сергеем Моней